# Tchemal
Tchemal (en russe : Чемал, ce qui signifie « fourmilière » en altaï) est un village de la république de l'Altaï, en Russie, et le centre administratif du raïon de Tchemal. Sa population s'élevait à 4 260 habitants en 2021.

## Géographie

### Situation
Le village se trouve dans une vallée relativement large sur la rive droite de la rivière Katoun (affluent gauche de l'Ob) à 60 km au sud de la ville de Gorno-Altaïsk, capitale de la république de l'Altaï. La rivière Tchemal se jette un peu plus loin dans le Katoun. Les eaux des deux rivières sont de couleur différente : celle du Katoun est d'un blanc laiteux tirant sur le vert de type fluvio-glacial (Gletschermilch en allemand), alors que celle de la rivière Tchemal est claire. La vallée est dominée par les reliefs recouverts de conifères des monts Iolgo.

### Climat
Tchemal bénéficie d'un micro-climat relativement clément pour cette région de montagne, et d'un air pur. La température moyenne annuelle est de 4,4 °C. La moyenne annuelle de la température en janvier est de −10,9 °C et en juillet de 18,8 °C. Les températures maximales absolues sont de 15 °C en janvier et de 40,6 °C en août et les températures minimales absolues de −45 °C en janvier et de 1,3 °C en août. Les précipitations annuelles moyennes s'élèvent à 525 mm.
La vitesse du vent est de 1,4 m/s.
| Mois                                                | jan.      | fév.       | mars       | avril      | mai       | juin      | jui.      | août      | sep.      | oct.       | nov.       | déc.       | année     |
| --------------------------------------------------- | --------- | ---------- | ---------- | ---------- | --------- | --------- | --------- | --------- | --------- | ---------- | ---------- | ---------- | --------- |
| Température minimale moyenne (°C)                   | −15,9     | −14,7      | −7,7       | 0,1        | 5,6       | 11        | 13,4      | 11,4      | 5,8       | 0,5        | −7,2       | −13,1      | −0,05     |
| Température moyenne (°C)                            | −11,7     | −9,2       | −1,6       | 6,7        | 12,5      | 17,4      | 19,1      | 17,1      | 11,2      | 5,1        | −3,3       | −9,2       | 5,425     |
| Température maximale moyenne (°C)                   | −5,8      | −1,1       | 7,5        | 15,5       | 21,5      | 25,6      | 27        | 25,4      | 19,5      | 12,6       | 2,3        | −4,2       | 11,775    |
| Record de froid (°C) date du record                 | −45 1969  | −37,7 1974 | −31,1 1954 | −22,2 1969 | −7,8 1960 | −0,7 2007 | 3,5 2011  | 1,3 1982  | −7,8 1969 | −21,1 1987 | −38,2 1987 | −33,9 1954 | −45 1969  |
| Record de chaleur (°C) date du record               | 15,2 1983 | 16,4 2002  | 24,9 1989  | 33,6 2020  | 37,3 2004 | 39 1977   | 39,5 1992 | 40,6 2008 | 36,3 2022 | 28,9 1970  | 23,2 2017  | 17,2 1955  | 40,6 2008 |
| Précipitations (mm)                                 | 7,8       | 8,8        | 16,2       | 39,2       | 65,1      | 90,8      | 104,6     | 81,5      | 50,2      | 27,8       | 21,7       | 10,4       | 524,1     |
| dont neige (cm)                                     | 9         | 8          | 4          | 1          | 0         | 0         | 0         | 0         | 0         | 0          | 4          | 7          |           |
| Précipitations les plus basses (mm) année du record | 0,5 1956  | 0,2 1949   | 0,6 2017   | 4 1967     | 18 1965   | 20 2023   | 39 1940   | 25 1945   | 17 1997   | 7 1956     | 3 1978     | 0 2013     | 323 1993  |
| Précipitations les plus hautes (mm) année du record | 26 1966   | 32 1966    | 53 2001    | 91 2016    | 166 2014  | 162 1985  | 182 1972  | 170 1967  | 113 1992  | 78 1999    | 65 1947    | 49 1937    | 721 1938  |
| Record de pluie en 24 h (mm) date du record         | 10 1940   | 17 2020    | 23 2001    | 35 2005    | 47 1943   | 47 1995   | 44 1959   | 61 2005   | 50 1977   | 31 1972    | 27 1947    | 16 1937    | 61 2005   |
| Record de neige en 24 h (cm)                        | 30        | 43         | 44         | 33         | 7         | 4         | 0         | 0         | 2         | 15         | 41         | 55         | 55        |
| Nombre de jours avec précipitations                 | 0,2       | 0,2        | 3          | 10         | 16        | 17        | 19        | 16        | 14        | 93         | 3          | 0,3        | 108       |
| Humidité relative (%)                               | 70        | 68         | 64         | 59         | 61        | 69        | 73        | 74        | 72        | 68         | 68         | 70         | 68        |
| Nombre de jours avec neige                          | 8         | 8          | 9          | 7          | 2         | 0,1       | 0,3       | 0,1       | 1         | 5          | 9          | 10         | 59        |
| Nombre de jours avec brouillard                     | 0,1       | 0          | 0,1        | 0,3        | 1         | 2         | 3         | 3         | 4         | 1          | 0,2        | 0,1        | 15        |

| Diagramme climatique                                  |              |             |             |             |            |             |              |             |             |             |               |
| J                                                     | F            | M           | A           | M           | J          | J           | A            | S           | O           | N           | D             |
| −5,8−15,97,8                                          | −1,1−14,78,8 | 7,5−7,716,2 | 15,50,139,2 | 21,55,665,1 | 25,61190,8 | 2713,4104,6 | 25,411,481,5 | 19,55,850,2 | 12,60,527,8 | 2,3−7,221,7 | −4,2−13,110,4 |
| Moyennes : • Temp. maxi et mini °C • Précipitation mm |              |             |             |             |            |             |              |             |             |             |               |

## Histoire

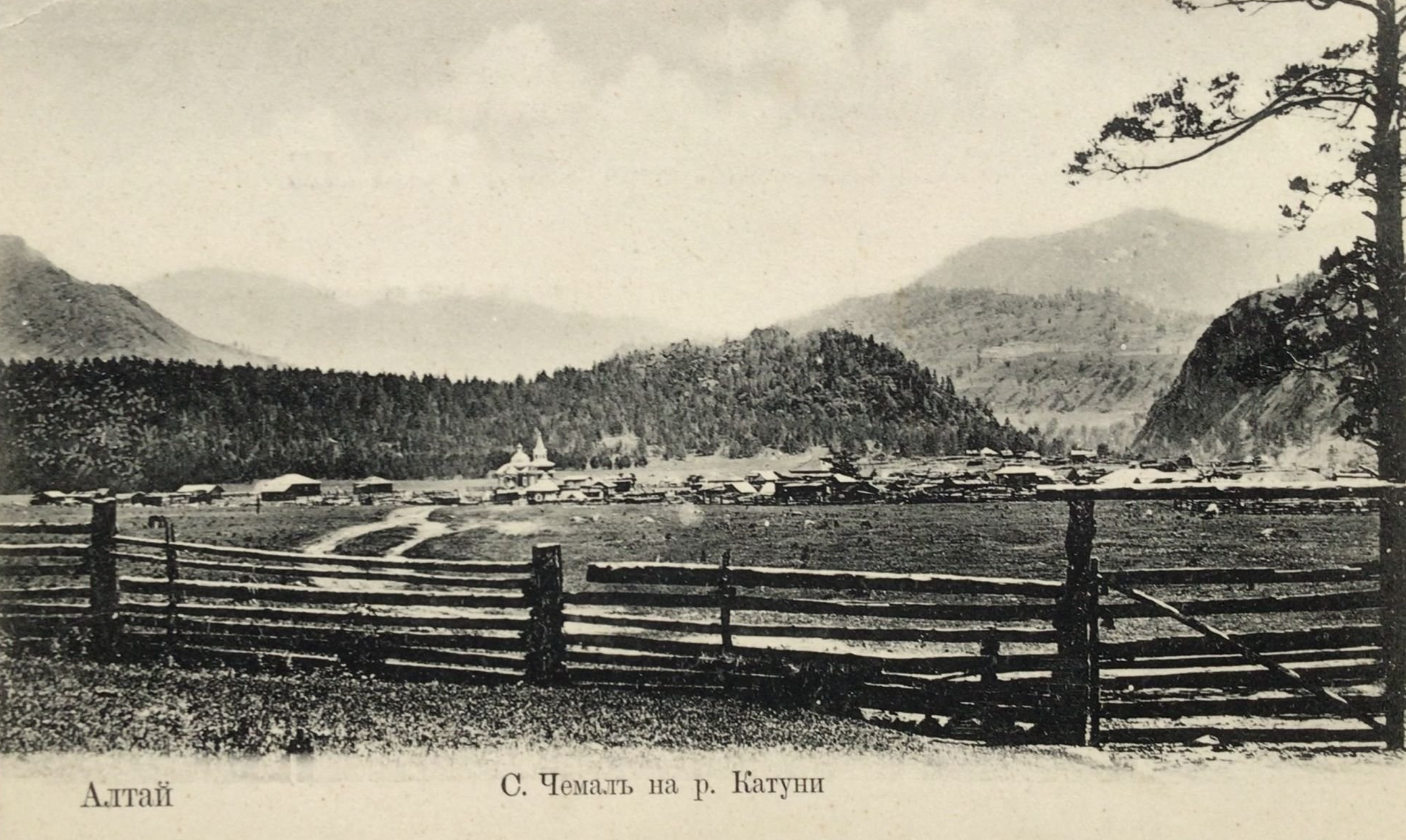
Le village de Tchemal au début du XXe siècle

Après qu'un poste de mission orthodoxe se fut installé dans la vallée en 1849, avec l'arrivée d'une trentaine de familles de paysans venus de la région de Biïsk, le village est fondé en 1885. À cause de son climat relativement tempéré et de la qualité de son air, l'endroit devient un lieu de cure pour les Russes de la région et pour l'intelligentsia de Tomsk, au tournant du XIXe et du XXe siècle. C'est ici que vinrent par exemple le botaniste et géographe Sapojnikov (1861-1924), l'explorateur Potanine (1835-1920) ou l'écrivain Chichkov (1873-1945).
Le village est agrandi dans les années 1930 avec des établissements de repos réservés à la nomenklatura, sous l'influence de l'épouse de Kalinine qui y vécut dix ans. On y construit également un sanatorium contre la tuberculose, un établissement de balnéothérapie, un sovkhoze, une boulangerie industrielle, etc. Un petit lac de barrage est inauguré en 1935 ; sa centrale hydroélectrique a une puissance de 400 kW. Tchemal obtient le statut de commune urbaine en 1970, mais le perd en 1989.

## Démographie
Recensements (*) et estimations de la population,,,,:
| 1859 | 1882 | 1889 | 1893 | 1897* |
| ---- | ---- | ---- | ---- | ----- |
| 41   | 95   | 278  | 215  | 268   |

| 1904 | 1911 | 1926* | 1979* | 2002* |
| ---- | ---- | ----- | ----- | ----- |
| 304  | 377  | 776   | 2 640 | 3 266 |

| 2010* | 2011  | 2012  | 2013  | 2014  |
| ----- | ----- | ----- | ----- | ----- |
| 3 602 | 3 608 | 3 671 | 3 782 | 3 834 |

| 2015  | 2016  | 2021* | - | - |
| ----- | ----- | ----- | - | - |
| 3 917 | 4 011 | 4 260 | - | - |

En 2002, sur les 3 266 habitants, il y avait 77 % de Russes.

## Illustrations

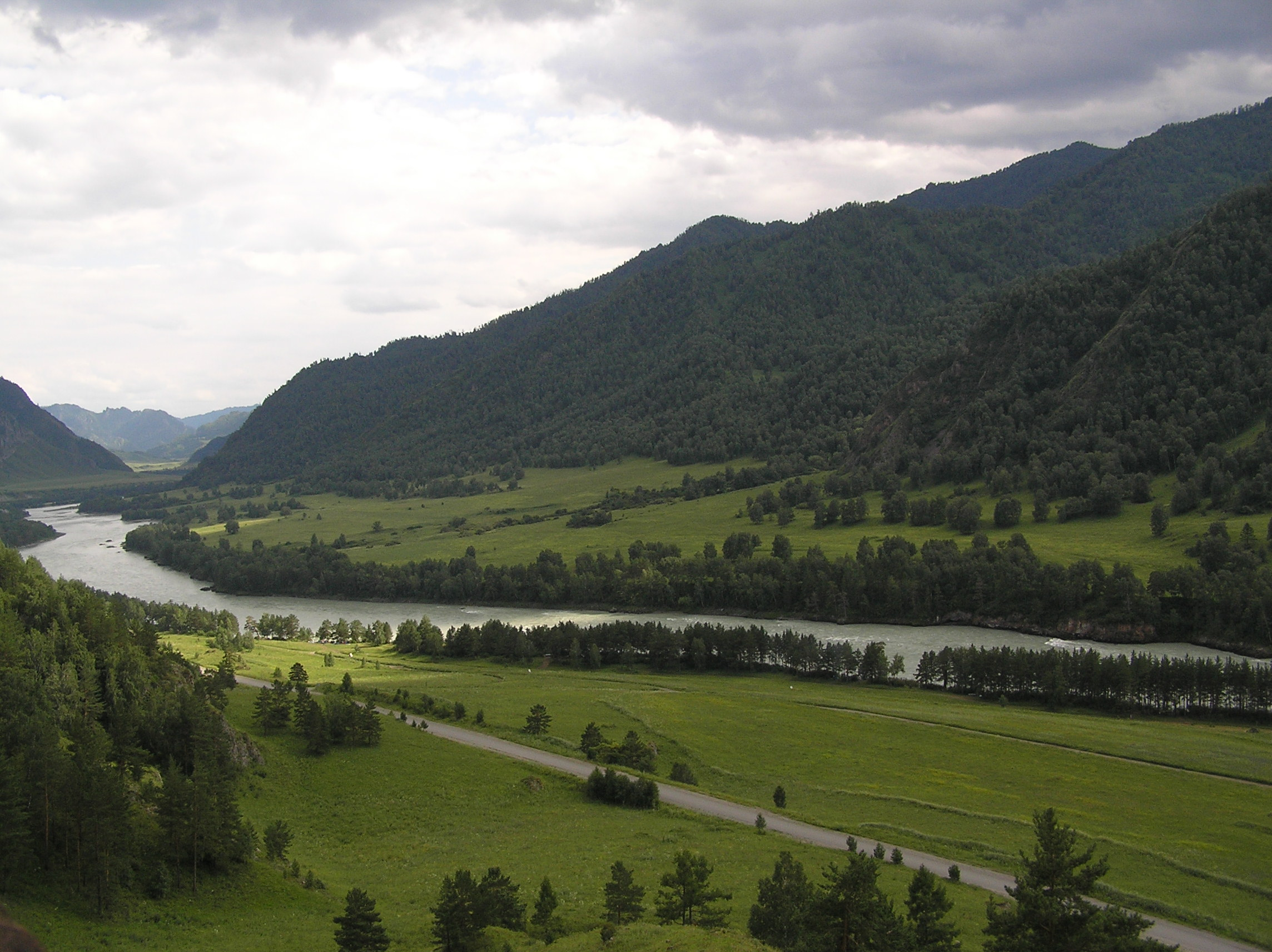
La rivière Katoun dans les environs de Tchemal
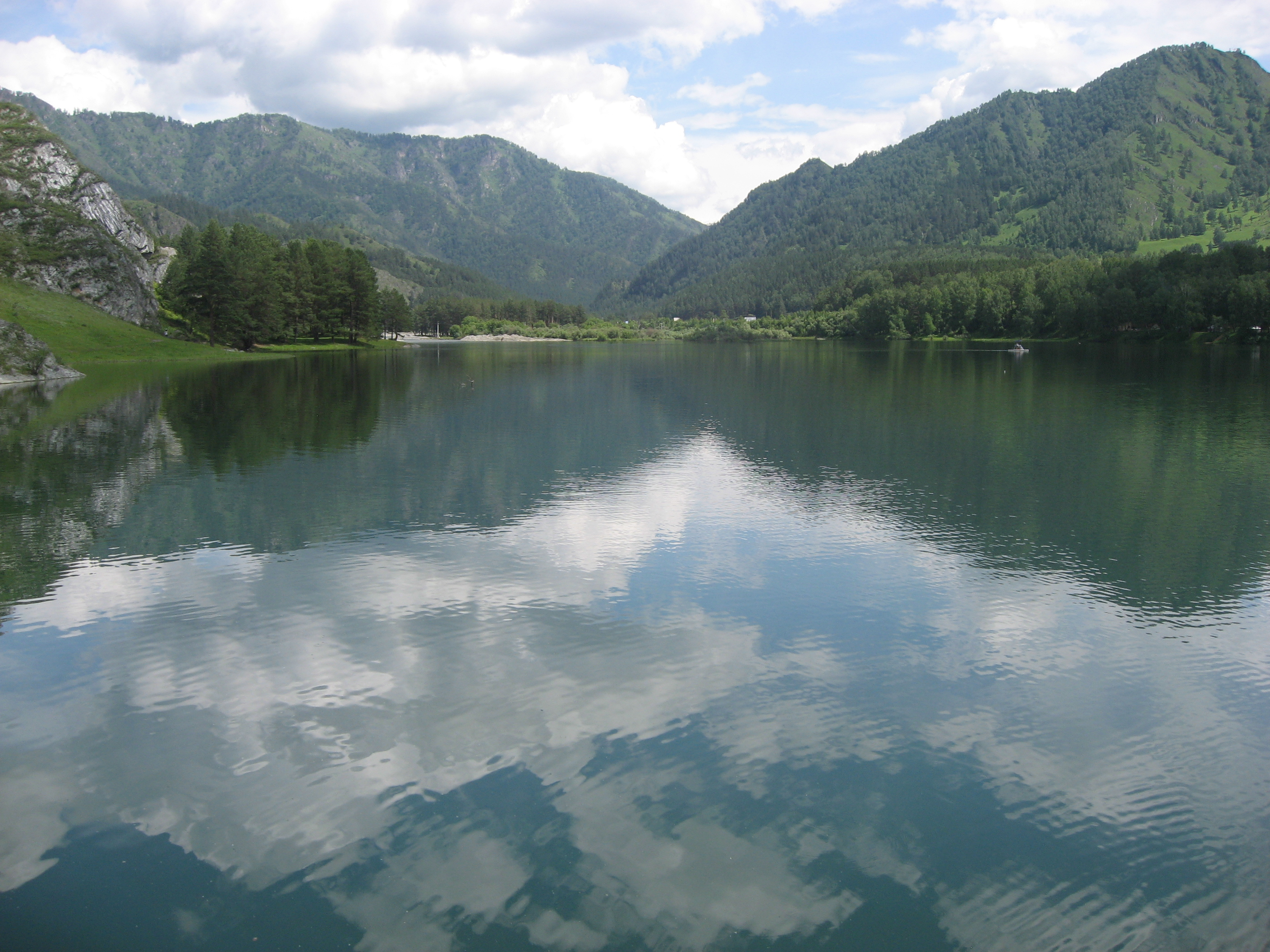
Vue du lac de barrage
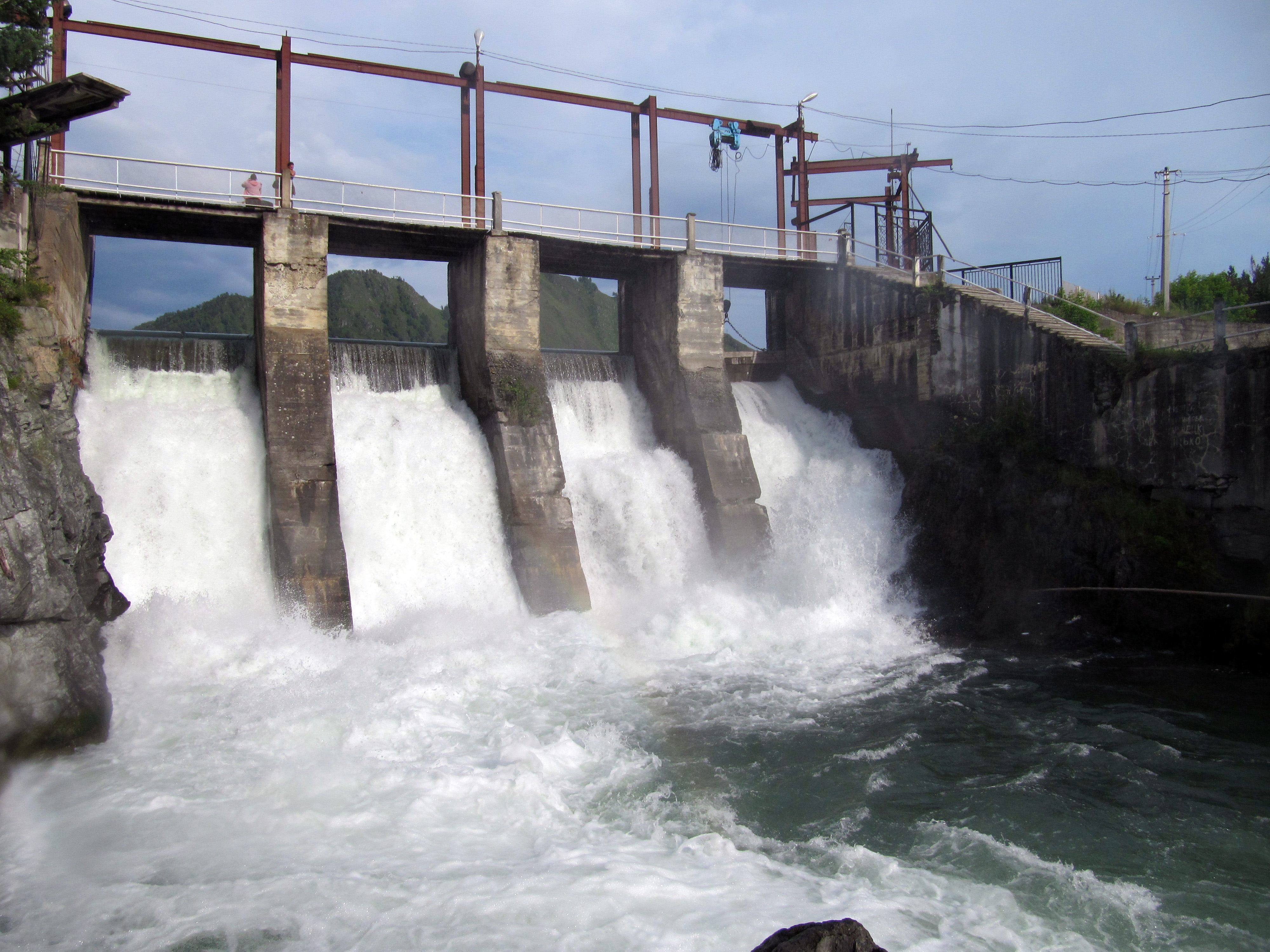
Barrage du lac
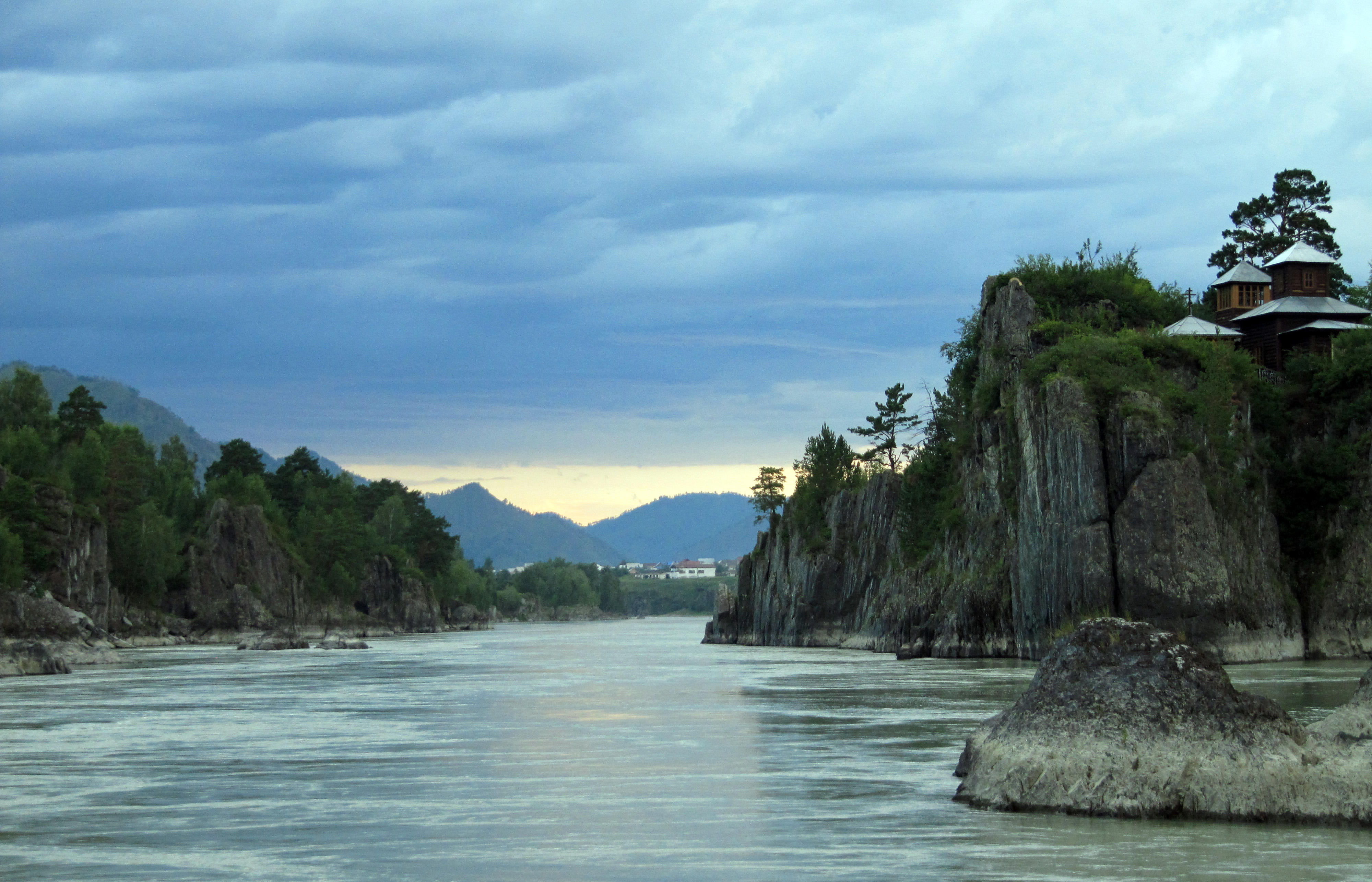
Vue de l'île de Patmos avec son ermitage

## Tourisme

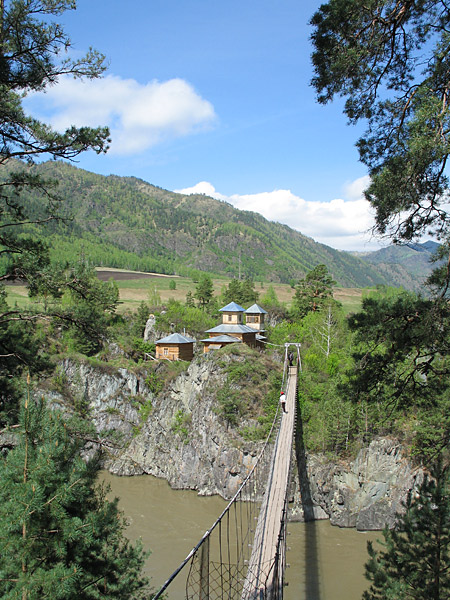
Couvent de Patmos

Tchemal est une localité touristique importante de l'Altaï. Il y existe plusieurs campings et bases touristiques. C'est le point de départ d'expéditions de trekking, de randonnées en montagne, de descentes en rafting sur le Katoun. Les panoramas sur les montagnes sont exceptionnels.
Un couvent de religieuses orthodoxes se trouve sur une petite île rocheuse du Katoun. Son nom, Patmos, rappelle le couvent sur l'île grecque du même nom, évocatrice de l'Apocalypse de saint Jean. Ce petit couvent est un ermitage, filiale du monastère de Notre-Dame-du-Signe de Barnaoul.